# SA (鈴木あみのアルバム)
『SA』（エス・エー）は、1999年3月25日に発売された鈴木あみの1枚目のオリジナル・アルバム。TRUE KiSS DiSCよりリリースされた（規格品番：AICT-1050）。同年4月29日にはMD版が発売されている（規格品番：AIYT-9002）。
2013年9月11日にデジタルリマスタリングを施した名盤復刻シリーズとして、ソニー・ミュージックダイレクトよりBlu-spec CD2で再発売されている（規格品番：MHCL-30156）。

## 解説
- 鈴木あみのイニシャルをそのままタイトルに使用。宣伝のキャッチコピーは「ファースト・アルバムにしてベスト・アルバム」。
- コンセプトは「若いスタッフが主導で素材制作を進ませ、シンセサイザーの音色とリズムの跳ね方を今の男性ファンが面白く思える様にする」ことを目指した[1]。
- CD（オリジナル版）には初回限定盤と通常盤に分かれており、初回限定盤にはケースの帯部分にビーズが同梱されている。後の共通点ではジャケットのブックレットは全ページが写真集となっており、ライナーノーツは別紙で同封されていた。
- デビューアルバムにしてオリコンアルバムチャート1位を獲得。シングル・アルバム通して自身初の首位獲得・ミリオン達成。累計出荷枚数は250万枚[2]。
- 第14回日本ゴールドディスク大賞「ポップ・アルバム・オブ・ザ・イヤー」を受賞。

## 収録曲
| #         | タイトル                         | 作詞               | 作曲                  | 編曲                  | 時間  |
| --------- | -------------------------------- | ------------------ | --------------------- | --------------------- | ----- |
| 1.        | 「nothing without you」          | MARC               | 小室哲哉              | 久保こーじ、 小室哲哉 | 4:13  |
| 2.        | 「STORIES BEHIND」               | 鈴木あみ、 MARC    | 久保こーじ            | 久保こーじ            | 2:01  |
| 3.        | 「alone in my room」             | 小室哲哉、 MARC    | 小室哲哉              | 小室哲哉              | 5:00  |
| 4.        | 「white key」                    | MARC、 小室哲哉    | 久保こーじ、 小室哲哉 | 久保こーじ、 小室哲哉 | 4:36  |
| 5.        | 「ANOTHER WORLD」                | MARC               | 久保こーじ            | 久保こーじ            | 3:49  |
| 6.        | 「love the island」              | 小室哲哉、 MARC    | 小室哲哉              | 小室哲哉              | 4:56  |
| 7.        | 「Don't leave me behind」        | MARC、 鈴木あみ    | 小室哲哉              | 久保こーじ、 小室哲哉 | 4:40  |
| 8.        | 「ボクのしあわせ」               | 前田たかひろ       | 久保こーじ            | 久保こーじ            | 4:34  |
| 9.        | 「in my diary...」               | MARC               | 久保こーじ            | 久保こーじ            | 3:40  |
| 10.       | 「明日、あつく、もっと、つよく」 | 小室哲哉、 HIROSHI | 小室哲哉              | 久保こーじ            | 5:06  |
| 11.       | 「PRIVATE SKY」                  | MARC               | 久保こーじ            | 久保こーじ            | 3:42  |
| 12.       | 「all night long」               | 小室哲哉、 MARC    | 小室哲哉              | 小室哲哉              | 4:50  |
| 13.       | 「Silent Stream」                | MARC               | 久保こーじ            | 久保こーじ            | 5:19  |
| 14.       | 「...smile」                     | 前田たかひろ       | 久保こーじ            | 久保こーじ            | 1:53  |
| 合計時間: | 合計時間:                        | 合計時間:          | 合計時間:             | 合計時間:             | 58:19 |

## 楽曲解説
1. nothing without you
5thシングル。PlayStation用ソフト「モンスターファーム2」CMソング。
シングルバージョンであるが、クロスフェードで次のトラックに繋がっているため厳密には異なっている。
2. STORIES BEHIND
鈴木曰く、「喜びを一人で味わうのはつまらない」を強く訴える曲[3]。
3. alone in my room
2ndシングル。グアム政府観光局「'98ウィンターキャンペーン」CMソング。
4. white key
4thシングル。アルペンスノーボード「kissmark」CMソング。
5. ANOTHER WORLD
鈴木曰く、「17才が『子供なのか大人なのか自分でもわからない』をそのまま訴えた感じ」の曲[3]。
6. love the island
1stシングル。グアム政府観光局「グアム大夏祭'98キャンペーン」CMソング。
7. Don't leave me behind
6thシングル『Don't leave me behind/Silent Stream』の1曲目。コダック「春のキャンペーン」CMソング。
イントロが異なるアルバムバージョン。
8. ボクのしあわせ
ハウス食品 「プチッカー」 CMソング。
鈴木曰く、「『しあわせだとなんだか可愛くなってしまう』感じ」の曲[3]。
9. in my diary...
10. 明日、あつく、もっと、つよく
1stシングル「love the island」カップリング曲。
ミックスが変更されているアルバムバージョン。
11. PRIVATE SKY
鈴木曰く、「過去を忘れられない泣けてくる曲」[3]。
12. all night long
3rdシングル。アルペンスノーボード「kissmark」CMソング。
13. Silent Stream
6thシングル 『Don't leave me behind/Silent Stream』の2曲目。アサヒ飲料「バヤリース」CMソング。
14. ...smile
冒頭に16秒の無音がある。
鈴木曰く、「『人前ではあまり泣きたくないあみーゴ』って感じ」の曲[3]。

## クレジット

### 参加ミュージシャン
- Guitars : 松尾和博, 木村建, 葛城哲哉
- Bass : 住吉中, 美久月千晴
- Drums : 阿部薫, 中野周一
- DJ : DJ DRAGON
- Keyboards : 小室哲哉, 久保こーじ
- Electric Piano : C.J. Vanston
- Percussion : Rafael Padilla
- Chorus : 河合夕子, 高尾直樹, 佐野健二, 斎藤妙子, 佐々木久美, ASATO, Joey Johnson
- Chorus Arranged : 佐野健二, 河合夕子, 高尾直樹
- Strings : 金原千恵子ストリングス
- Strings Arranged : Randy Waldman, 村山達哉
- Vocal Directed : 清水彰彦, 河合夕子

### スタッフ
- Produced : 小室哲哉
- Synthesizer Programming : 村上章久, 松本零士, 岩佐俊秀
- Drums Coordination & Tuning : 筒井光生
- Drums Supported : CANOUPS
- Equipment Technician : Susumu "ゴルゴ" Kasai
- Mixed : 小室哲哉, Keith Cohen, Dave Ford, John Van Nest, 佐藤康夫, たなかたけし, 松谷秀次
- Recorded : 若公俊広, 石井達也, 松谷秀次, 小西賢治, 伊藤隆司, Jeffrey Woodruff, George Black
- Mastered : 鈴木浩二（ソニー・ミュージック信濃町スタジオ）
- Executive PR : 遠藤正則
- Executive Producer : 丸山茂雄
- General Producer : 五藤宏, 北川直樹

## リリース履歴
| No. | 日付          | レーベル       | 規格         | 規格品番   | 最高順位 | 備考                           |
| --- | ------------- | -------------- | ------------ | ---------- | -------- | ------------------------------ |
| 1   | 1999年3月25日 | TRUE KiSS DiSC | CD           | AICT-1050  | 1位      |                                |
| 2   | 1999年4月29日 | TRUE KiSS DiSC | MD           | AIYT-9002  |          |                                |
| 3   | 2013年9月11日 | GT music       | Blu-spec CD2 | MHCL-30156 |          | 名盤復刻。リマスタリング仕様。 |